# Her Private Life (telenovela)
Her Private Life (hangul: 그녀의 사생활; rr: Geunyeoui Sasaenghwal) é uma telenovela sul-coreana exibida pela tvN de 10 de abril a 30 de maio de 2019, estrelada por Park Min-young, Kim Jae-wook e Ahn Bo-hyun. A série é desenvolvido pelo Studio Dragon e produzida pela Bon Factory Worldwide, baseado no romance Noona Fan Dot Com, escrita por Kim Sung-yeon e publicado em 2007.

## Enredo
Sung Deok-mi (Park Min-young) é uma talentosa curadora-chefe do Museu de Arte Cheum, que também tem um segredo: ela é uma fã fanática de Cha Shi-an (ONE), da White Ocean. Além disso, ela também é gerente do site de fãs do famoso "Shi-an is My Life". Ryan Gold (Kim Jae-wook) é um artista independente que desenvolve a síndrome de Stendhal, eventualmente se aposentando como artista. Depois que o atual chefe, Uhm So-hye (Kim Sun-young), é investigado por peculato, Ryan Gold se torna o novo diretor de arte do Cheum Museum of Art.
Após boatos de que Deok-mi e Shi-an estão namorando, Ryan sugere que ele e Deok-mi fingam namorar para afastar os fãs de Shi-an que ameaçam machucá-la. No entanto, Sindy (Kim Bo-ra), outra gerente de sites de fãs de Cha Shi-an, consegue um emprego como estagiária no museu para provar que Ryan e Deok-mi são um casal falso, não deixando escolha a não ser continuar. o ato mesmo no trabalho. À medida que as mentiras se tornam cada vez mais complicadas, a situação se torna cada vez mais confusa. Deok-mi será capaz de esconder seu segredo? Ryan e Deok-mi enganarão Sindy? Ou os dois serão pegos?

## Elenco

### Elenco principal
- Park Min-young como Sung Deok-mi
- Kim Jae-wook como Ryan Gold / Heo Yoon-je
- Ahn Bo-hyun como Nam Eun-gi
- Jung Jae-won como Cha Si-an

### Elenco de apoio
Pessoas ao redor de Sung Deok-mi
- Maeng Sang-hoon como Sung Geun-ho
- Kim Mi-kyung como Go Young-sook
- Park Jin-joo como Lee Seon-joo

No Cheum Museum of Art
- Kim Sun-young como Uhm So-hye
- Kim Bo-ra como Sindy / Kim Hyo-jin
- Jung Won Chang como Kim Yoo-seob
- Seo Ye Hwa como Yoo Kyung-ah

Pessoas ao redor de Lee Seon-joo
- Im Ji-kyu como Kang Seung-min
- Yoo Yong Min como Joo Hyuk

Outros
- Hong Seo-young como Choi Da-in
- Park Myung-shin como Nam Se-yeon
- Lee Il-hwa como Gong Eun-young / Lee Sol

### Aparições especiais
- IN2IT como outros membros do grupo ídolo White Ocean (Ep. 1)
  - Hyunuk
  - Inho
  - Inpyo
  - Jiahn
- Kim Ho-chang como senior e psiquiatra de Ryan Gold (Ep. 1)
- Kim Young-ok como a avó de Duk-mi (Ep. 4)
- Hwang Hyo-eun como avatar de Ryan Gold (Ep. 5, 9)
- Jeong Su-yeong como cartomante possuído pelo espírito francês (Ep. 7)
- Park Seul-gi como MC da sessão de autógrafos de Cha Shi-an (Ep. 7)
- Lee Han-wi como marido de Eom So-Hye (Ep. 16)

## Produção
- A primeira leitura do roteiro foi realizada em 25 de fevereiro de 2019 com a presença do elenco e da equipe.[4]
- É a segunda vez que Kim Mi-kyung interpreta a mãe de Park Min-young em uma série de televisão, depois de Sungkyunkwan Scandal (2010).[5]

## Trilha sonora

### Parte 1
| Lançado em 11 de abril de 2019 |                   |                |         |  |
| N.º                            | Título            | Artista        | Duração |  |
| 1.                             | "Help Me"         | (G)I-DLE       | 3:58    |  |
| 2.                             | "Help Me" (Inst.) |                | 3:58    |  |
| Duração total:                 | Duração total:    | Duração total: | 7:56    |  |

### Parte 2
| Lançado em 18 de abril de 2019 |                    |                |         |  |
| N.º                            | Título             | Artista        | Duração |  |
| 1.                             | "Floating" (둥둥)  | Hong Dae-kwang | 3:22    |  |
| 2.                             | "Floating" (Inst.) |                | 3:22    |  |
| Duração total:                 | Duração total:     | Duração total: | 6:44    |  |

### Parte 3
| Lançado em 25 de abril de 2019 |                        |                |         |  |
| N.º                            | Título                 | Artista        | Duração |  |
| 1.                             | "Shining Star"         | IN2IT          | 2:56    |  |
| 2.                             | "Shining Star" (Inst.) |                | 2:56    |  |
| Duração total:                 | Duração total:         | Duração total: | 5:52    |  |

### Parte 4
| Lançado em 2 de maio de 2019 |                 |                      |         |  |
| N.º                          | Título          | Artista              | Duração |  |
| 1.                           | "Maybe"         | Lee Hae-ri (Davichi) | 3:48    |  |
| 2.                           | "Maybe" (Inst.) |                      | 3:48    |  |
| Duração total:               | Duração total:  | Duração total:       | 7:36    |  |

### Parte 5
| Lançado em 9 de maio de 2019 |                 |                |         |  |
| N.º                          | Título          | Artista        | Duração |  |
| 1.                           | "Happy"         | 1415           | 3:05    |  |
| 2.                           | "Happy" (Inst.) |                | 3:05    |  |
| Duração total:               | Duração total:  | Duração total: | 6:10    |  |

### Parte 6
| Lançado em 16 de maio de 2019 |                        |                |         |  |
| N.º                           | Título                 | Artista        | Duração |  |
| 1.                            | "Think of You"         | Ha Sung-woon   | 4:18    |  |
| 2.                            | "Think of You" (Inst.) |                | 4:18    |  |
| Duração total:                | Duração total:         | Duração total: | 8:36    |  |

### Parte 7
| Lançado em 23 de maio de 2019 |                       |                |         |  |
| N.º                           | Título                | Artista        | Duração |  |
| 1.                            | "Smile Again"         | RUNY           | 3:21    |  |
| 2.                            | "Smile Again" (Inst.) |                | 3:21    |  |
| Duração total:                | Duração total:        | Duração total: | 6:42    |  |

| Disc 2: |                                  |                 |         |  |
| N.º     | Título                           | Artista         | Duração |  |
| 1.      | "Starstruck Accident"            | Vários artistas | 2:14    |  |
| 2.      | "Hello!Ryan gold Hello!"         | Vários artistas | 2:08    |  |
| 3.      | "Romance of Deokhoo"             | Vários artistas | 2:25    |  |
| 4.      | "Mr. Wolf"                       | Vários artistas | 1:53    |  |
| 5.      | "Trauma"                         | Vários artistas | 3:37    |  |
| 6.      | "Ddu Ddu"                        | Vários artistas | 2:22    |  |
| 7.      | "Thinking Lion"                  | Vários artistas | 2:22    |  |
| 8.      | "Lazy Violin"                    | Vários artistas | 2:27    |  |
| 9.      | "Code name Sinagil"              | Vários artistas | 2:38    |  |
| 10.     | "Rabbit Couple"                  | Vários artistas | 2:55    |  |
| 11.     | "Photo Zone"                     | Vários artistas | 1:30    |  |
| 12.     | "Water Drops"                    | Vários artistas | 2:50    |  |
| 13.     | "The goddess of cannon"          | Vários artistas | 2:07    |  |
| 14.     | "U, Who?"                        | Vários artistas | 2:03    |  |
| 15.     | "Good and Gone"                  | Vários artistas | 3:20    |  |
| 16.     | "The Age of Deokhoo"             | Vários artistas | 2:15    |  |
| 17.     | "Draw the Line"                  | Vários artistas | 1:57    |  |
| 18.     | "Home Master"                    | Vários artistas | 2:32    |  |
| 19.     | "Story of us"                    | Vários artistas | 4:45    |  |
| 20.     | "The best golden lion"           | Vários artistas | 1:58    |  |
| 21.     | "The Picture of the Water drops" | Vários artistas | 2:13    |  |
| 22.     | "Idol fan club"                  | Vários artistas | 2:50    |  |
| 23.     | "I like you"                     | Vários artistas | 4:00    |  |
| 24.     | "Deokjil Mate"                   | Vários artistas | 2:06    |  |
| 25.     | "Sweet Day"                      | Vários artistas | 1:08    |  |

## Recepção
Na tabela abaixo, os números azuis representam as audiências mais baixas e os números vermelhos representam as audiências mais elevadas.
| Episódio | Data de transmissão | Audiência média | Audiência média              | Audiência média |
| Episódio | Data de transmissão | AGB Nielsen     | AGB Nielsen                  | TNmS            |
| Episódio | Data de transmissão | Em todo o país  | Região Metropolitana de Seul | Em todo o país  |
| -------- | ------------------- | --------------- | ---------------------------- | --------------- |
| 1        | 10 de abril de 2019 | 2.661%          | 3.572%                       | 3.395%          |
| 2        | 11 de abril de 2019 | 2.410%          | 2.921%                       | 3.504%          |
| 3        | 17 de abril de 2019 | 2.432%          | 2.576%                       | 3.153%          |
| 4        | 18 de abril de 2019 | 2.347%          | 2.600%                       | 3.120%          |
| 5        | 24 de abril de 2019 | 2.539%          | 3.079%                       | 3.091%          |
| 6        | 25 de abril de 2019 | 2.675%          | 3.392%                       | 2.986%          |
| 7        | 1 de maio de 2019   | 2.716%          | 3.364%                       | 3.213%          |
| 8        | 2 de maio de 2019   | 2.808%          | 3.246%                       | 3.608%          |
| 9        | 8 de maio de 2019   | 3.085%          | 3.381%                       | 3.814%          |
| 10       | 9 de maio de 2019   | 2.730%          | 3.243%                       | 3.368%          |
| 11       | 15 de maio de 2019  | 2.697%          | 3.250%                       | 3.808%          |
| 12       | 16 de maio de 2019  | 2.793%          | 3.587%                       | 3.570%          |
| 13       | 22 de maio de 2019  | 2.655%          | 3.008%                       | 3.346%          |
| 14       | 23 de maio de 2019  | 2.735%          | 2.888%                       | 3.478%          |
| 15       | 29 de maio de 2019  | 2.474%          | 2.618%                       | 3.495%          |
| 16       | 30 de maio de 2019  | 2.864%          | 3.341%                       | 3.279%          |
| Média    | Média               | 2.664%          | 3.129%                       | 3.389%          |

- Este drama foi transmitido por um canal de televisão por assinatura, que normalmente tem um público relativamente menor em comparação com as emissoras de televisão abertas (KBS, SBS, MBC e EBS).

## Prêmios e indicações
| Ano  | Prêmio                  | Categoria            | Trabalho nomeado     | Resultado | Ref.   |
| ---- | ----------------------- | -------------------- | -------------------- | --------- | ------ |
| 2019 | 12th Korea Drama Awards | Melhor trilha sonora | "Maybe" (Lee Hae-ri) | Indicado  | [ 30 ] |

## Transmissão internacional
- Filipinas - GMA Network (14 de junho de 2021)